# Rasht
Rasht er en by i det nordvestlige Iran, med et indbyggertal på 	639.951 (2011). Byen er hovedstad i provinsen Gilan, og er den største by ved bredden af verdens største sø, Det Kaspiske Hav.
Rasht er fødeby for den iranske folkehelt Mirza Kuchak Khan.
Nogle af de berømte kvarterer i Rasht er: Gulsar (Golsar), Safsar, Khamiran og Kurdmahale (Kordmahaleh).